# 哈马尔贾贾卜区
哈马尔贾贾卜区是索馬利亞的一個區，位於該國東南方的巴納迪爾州。其管轄範圍包含索馬利亞最大的海港，摩加迪休港。

## 外部鏈結
- Districts of Somalia（页面存档备份，存于）
- 哈马尔贾贾卜區行政區域圖（页面存档备份，存于）